# Gentry Lee
Bert Gentry Lee (nascido em 1942) é o engenheiro-chefe da divisão "Planetary Flight Systems Directorate" do centro tecnológico estadunidense Jet Propulsion Laboratory (JPL) em Pasadena, Califórnia e autor de ficção científica. 

## Biografia
Ele foi o responsável pela supervisão da engenharia das duas missões Mars rover que aterraram em janeiro de 2004, a Mars Reconnaissance Orbiter (MRO) em 2006, e as missões Deep Impact e Stardust. Ele também foi o engenheiro-chefe do projeto do GALILEO de 1977-1988 e diretor de análise da ciência e planejamento de missão durante os projetos Viking.
Como autor ele é mais conhecido por co-autoria em obras do escritor  britânico Arthur C. Clarke, como em Cradle (1989), O Enigma de Rama (1989), O Jardim de Rama (1991) e A Revelação de Rama (1993) e também pela parceria com o astrônomo Carl Sagan na série de TV Cosmos.
Encontro com Rama foi escrito em 1972 e Clarke não tinha a intenção de escrever uma sequência. Lee tentou transformar a série Rama em uma história mais centrada em personagens seguindo as aventuras de Nicole des Jardins Wakefield, que se torna o personagem principal de O Enigma de Rama, O Jardim de Rama e a Revelação de Rama. Quando questionado, Arthur C. Clarke disse que Gentry Lee realizou a escrita enquanto ele era uma fonte de ideias.
Lee escreveu mais três romances de ficção científica depois de A Revelação de Rama. Dois ambientados no universo Rama (Bright Messengers, Double Full Moon Night), e um terceiro com várias referências (Tranquility Wars).
Em 2009, Gentry narrou e apareceu em 2 horas do Discovery Channel especial "Are We Alone", que examinou a possibilidade de vida em outros mundos do sistema solar.

## Obras
- Cradle (1989) (com Arthur C. Clarke)
- Rama II (1989) (com Arthur C. Clarke) O Enigma de Rama
- The Garden of Rama (1991) (com Arthur C. Clarke) O Jardim de Rama
- Rama Revealed (1993) (com Arthur C. Clarke) A Revelação de Rama
- Bright Messengers (1996)
- Double Full Moon Night (2000)
- Tranquility Wars (2001)
- A History of the Twenty-First Century (2003) (com Michael White)

## Televisão
- Cosmos: A Personal Voyage (1980) (co-roteirista)
- Are We Alone? (2009) (narrador)
- Living Universe: Journey to Another Stars (2018)